# Francis Davis Millet

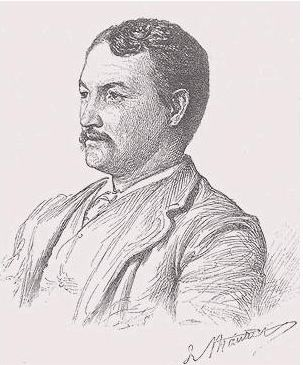
George Du Maurier, portret F. Milleta

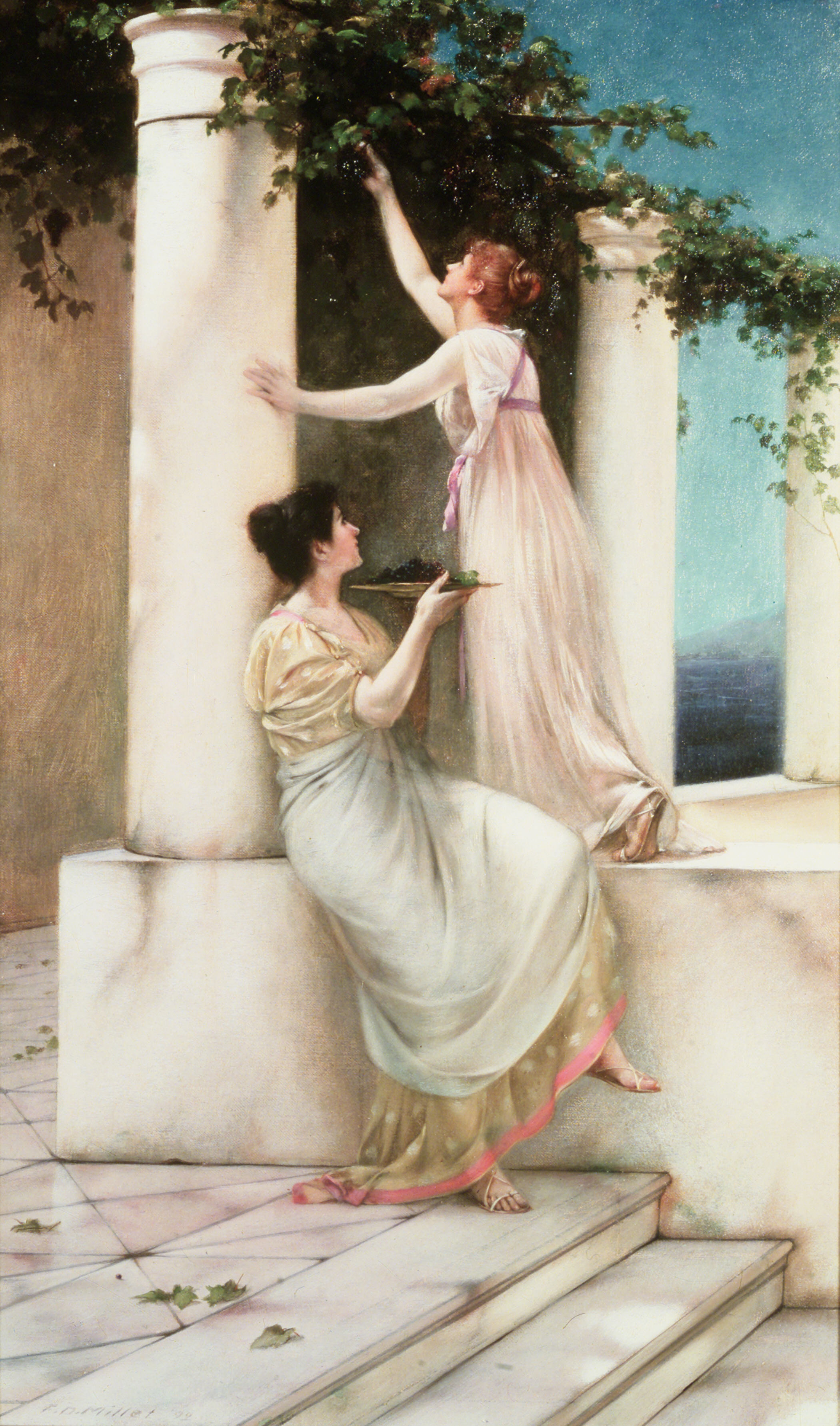
An Autumn Idyll

Francis Davis Millet (ur. 3 listopada 1846, zm. 15 kwietnia 1912) – amerykański malarz, ilustrator, pisarz i dziennikarz.
Urodził się w Mattapoisett, Massachusetts), w czasie wojny secesyjnej był doboszem w wojskach Unii. Ukończył Harvard College, uzyskując dyplom z literatury w 1869. Dwa lata później (w 1871) wstąpił do Królewskiej Akademii Sztuk Pięknych w Antwerpii. W 1875 powrócił do Stanów Zjednoczonych. Był żonaty z Elizabeth Merrill, miał czworo dzieci.
Millet był człowiekiem wszechstronnie uzdolnionym i bardzo aktywnym. Jako malarz dekorował budynki i kościoły w Baltimore i Bostonie. Jego obrazy znajdują się w Metropolitan Museum w Nowym Jorku i Tate Gallery w Londynie. Był członkiem National Academy of Design od 1885, American Water Color Society, Institute of Painters in Oil Colors w Londynie i Society of American Artists (od 1880). Jako dziennikarz współpracował m.in. z Harper's Weekly (od 1898), Daily News (od 1877 do 1878), London Graphic (od 1877 do 1878), New York Herald (od 1877 do 1878), The Times (od 1898). W czasie wojny rosyjsko-tureckiej pracował w charakterze korespondenta wojennego, był dwukrotnie odznaczany przez rząd Rosji. Zginął w katastrofie Titanica, jego ciało zostało odnalezione i pochowane w Bostonie.